# 啓明大学校
啓明大学校（ケミョンだいがっこう、朝鮮語: 계명대학교、英語: Keimyung University）は、大韓民国の大邱広域市達西区に本部を置く私立大学。略称は啓大、KMU。

## 沿革
- 1899年 - 済衆院が創立する。
- 1911年 - 済衆院が東山基督病院に改称する。
- 1954年5月 - 4年制高等教育機関である啓明基督学館が開館する。
- 1955年2月 - 啓明基督学館を廃止し、啓明基督学校の設立を認可する。
- 1956年2月 - 啓明基督学校を廃止し、啓明基督大学の設立を認可する。
- 1965年5月 - 啓明基督大学から啓明大学に改称する。
- 1978年3月 - 啓明大学が総合大学に昇格し、啓明大学から啓明大学校に改称する。
- 1979年3月 - 東山看護専門大学が設立する。
- 1980年10月2日 - 啓明大学校に医科大学の設置が認可する。
- 1980年10月19日 - 学校法人啓明基督大学が東山基督病院財団を合併し、東山基督病院を啓明大学校医科大学付属東山病院として開院する。
- 1982年9月 - 啓明大学校東山医療院が発足する。（医科大学、東山病院、東山看護専門大学）
- 1990年3月 - 東山看護専門大学を閉校し、啓明大学校医科大学看護学科を新設する。
- 1996年2月 - 大学行政本部を城西キャンパスに移転する。

## 学部
- 人文国際学大学
- 師範大学
- 経営大学
- 社会科学大学
- 自然科学大学
- 工科大学
- 医科大学
- 看護大学
- 音楽公演芸術大学
- 美術大学
- 体育大学
- Keimyung Adams College
- Tabula Rasa College
- 薬学大学
- K-Cloud College

## 大学院
- 一般大学院
- 特殊大学院
  - 教育大学院
  - 経営大学院
  - 連合神学大学院
  - 芸術大学院
  - スポーツ産業大学院
  - 幼児教育大学院
  - 融合工学大学院
  - 政策大学院
  - グローバル創業大学院

## 付属病院（東山医療院）
- 啓明大学校東山病院（大邱広域市達西区）
- 啓明大学校大邱東山病院（大邱広域市中区）
- 啓明大学校慶州東山病院（慶尚北道慶州市）
- 啓明大学校慶州東山療養病院（慶尚北道慶州市）

## 日本の交流協定校
- 筑波大学
- 滋賀大学
- 島根大学
- 琉球大学
- 梅光学院大学
- 文化学園大学
- 福岡大学
- 福岡工業大学
- 学習院大学
- 広島修道大学
- 関西外国語大学
- 関東学院大学
- 名桜大学
- 桃山学院大学
- 青山学院大学
- 長崎外国語大学
- お茶の水女子大学
- 聖学院大学

## 有名人
- キム・ミンジョン/ 1995年8月18日/ 2016ミスコリアミ
- ソ・ユリ/声優、放送芸能人/デビュー2008年大原放送声優1期
- ペク・ジヒョン/ 2014ミスコリアミ
- コ・ジヨン/起業家、歌手/1980. 7. 1. /配偶者ホ・ヤンイム/デビュー
- ミン・ヒョリン/チョン・ウンラン/タレント、歌手
- スウェーデンランドリーワンセヨン、チェ・インヨン/歌手/メンバーワンセユン(ギター、コーラス)、チェ・インヨン(ボーカル、鍵盤)/デビュー 2012. 06. 29 シングルアルバム [Happy Birthday Waltz]
- イセンス / カン・ミンホ / 歌手 / 1987. 2. 9. / ミュージックプロダクション, 中退
- 錦条/イ・キョンチョ/歌手、ミュージカル俳優/1992. 12. 17. /所属グループナインミュージス、ナインミュージスA